# フレデリック・ケリー
フレデリック・ケリー (Frederick ("Fred") Warren Kelly、1891年9月12日- 1974年5月7日)は、アメリカ合衆国カリフォルニア州出身の陸上競技選手。1912年ストックホルムオリンピックの金メダリストである。

## 経歴
ケリーは、カリフォルニア州のオレンジハイスクールを卒業し、南カリフォルニア大学の1年生となった1912年にストックホルムオリンピックのアメリカ代表に選ばれる。ストックホルムでは、110mハードルに出場。予選と準決勝を難なく突破し、決勝はケリー以外に出場していた4人のアメリカ人と、イギリス人1人の6人によって行われた。
スタートしてから、8台目のハードルまで、ケリーを含めた4人のアメリカ選手が横一線であったが、ここからケリーと、ジェームズ・ウェンデルが抜け出しゴール。ケリーが、ゴール直前でわずかに先着しており、金メダルを獲得した。ケリーはこの大会の公開競技として行われていた野球にも出場、スウェーデンとの試合で、7番センターとして先発出場。3打数1安打という成績を残している。
ケリーの国内の成績は、AAU選手権では1913年の120ヤードハードルで優勝。1916年と1919年では2位となっている。また1915年の同大会では、1位となりながらも、4台のハードルを倒したため失格となっている。
彼が通ったオレンジハイスクールの近くに彼の功績を記念したフレッド・ケリースタジアムが存在する。